# Снайдер (округ)
Округ Снайдер (англ. Snyder County) располагается в штате Пенсильвания, США. Официально образован 2 марта 1855 года. По состоянию на 2010 год, численность населения составляла 39 702 человек.

## География
По данным Бюро переписи США, общая площадь округа равняется 859,881 км2, из которых 857,291 км2 суша и 2,590 км2 или 0,290 % это водоёмы.

## Население
По данным переписи населения 2000 года в округе проживает 37 546 жителей в составе 13 654 домашних хозяйств и 9 981 семей. Плотность населения составляет 44,00 человека на км2. На территории округа насчитывается 14 890 жилых строений, при плотности застройки около 17,00-ти строений на км2. Расовый состав населения: белые — 97,93 %, афроамериканцы — 0,82 %, коренные американцы (индейцы) — 0,05 %, азиаты — 0,42 %, гавайцы — 0,01 %, представители других рас — 0,30 %, представители двух или более рас — 0,48 %. Испаноязычные составляли 0,98 % населения независимо от расы.
В составе 32,10 % из общего числа домашних хозяйств проживают дети в возрасте до 18 лет, 62,00 % домашних хозяйств представляют собой супружеские пары проживающие вместе, 7,40 % домашних хозяйств представляют собой одиноких женщин без супруга, 26,90 % домашних хозяйств не имеют отношения к семьям, 22,40 % домашних хозяйств состоят из одного человека, 10,30 % домашних хозяйств состоят из престарелых (65 лет и старше), проживающих в одиночестве. Средний размер домашнего хозяйства составляет 2,58 человека, и средний размер семьи 3,02 человека.
Возрастной состав округа: 24,00 % моложе 18 лет, 11,20 % от 18 до 24, 27,40 % от 25 до 44, 23,30 % от 45 до 64 и 23,30 % от 65 и старше. Средний возраст жителя округа 37 лет. На каждые 100 женщин приходится 95,60 мужчин. На каждые 100 женщин старше 18 лет приходится 93,10 мужчин.